# Дьемер, Луи
Луи Жозеф Дьеме́р (фр. Louis-Joseph Diémer; 14 февраля 1843, Париж — 21 декабря 1919, там же) — французский пианист и музыкальный педагог.
Окончил Парижскую консерваторию, где учился у Антуана Мармонтеля (фортепиано) и Амбруаза Тома (композиция). Широко гастролировал по Европе как солист и в дуэте с Пабло Сарасате, с которым он издал два совместных сочинения: Большой дуэт на темы из «Жидовки» Галеви и «Приношение Россини». Сарасате посвятил Дьемеру свою фантазию на темы из «Белой дамы» Буальдьё, а тот, в свою очередь, посвятил Сарасате свою Сонату для фортепиано и скрипки Фа мажор, соч. 20.
Для Дьемера написаны Симфонические вариации Сезара Франка, ему посвящены фортепианный концерт Эдуара Лало, Третий концерт Чайковского и Пятый концерт Камиля Сен-Санса, в 1903 г. он первым исполнил концерт Жюля Массне. Дьемер также был одним из первых пианистов, вернувшихся к клавесину; он, в частности, выступил с циклом клавесинных концертов, приуроченных к Всемирной выставке 1889 года.
Среди учеников Дьемера по Парижской консерватории были Альфред Корто, Ив Нат, Жан Дуайен, Марсель Дюпре, Лазар Леви, Эдуард Рислер, Альфредо Казелла, Хосе Кубилес, Зыгмунт Стоёвский, Жан Баталла, Робер Лорта и др. С 1903 года проводились конкурсы пианистов в честь Дьемера.